# Xã Huntsville, Quận Reno, Kansas
Xã Huntsville (tiếng Anh: Huntsville Township) là một xã thuộc quận Reno, tiểu bang Kansas, Hoa Kỳ. Năm 2010, dân số của xã này là 115 người.